# Estação de Biologia Marinha do Funchal
A Estação de Biologia Marinha do Funchal é um centro de investigação das ciências do Mar, localizado no Funchal, na ilha da Madeira. Destina-se a potenciar o desenvolvimento das ciências e tecnologias do Mar na Região Autónoma da Madeira, em especial nas áreas da biologia e ecologia do litoral e de águas profundas. Foi fundada a 28 de Setembro de 1999 e é gerida pela Câmara Municipal do Funchal.
O edifício da Estação de Biologia Marinha é da autoria do arquitecto Gonçalo Byrne e constituído por seis pisos, ao longo dos quais se distribuem diferentes laboratórios especializados e outros espaços de apoio ao estudo científico.
A Estação de Biologia Marinha conta ainda com uma biblioteca especializada, a Biblioteca Professor Luiz Saldanha, que reúne o espólio científico do biólogo marinho e oceanógrafo Luiz Saldanha. Desde 2011, a Biblioteca inclui também o espólio do Professor Armando Jorge Almeida.
Na Estação de Biologia Marinha duas equipas de investigadores trabalham em simultâneo e em cooperação, a equipa da Divisão de Ciência da Câmara Municipal do Funchal e a equipa da Faculdade das Ciências da Vida da Universidade da Madeira.